# Retorno do jovem Jesus a Nazaré

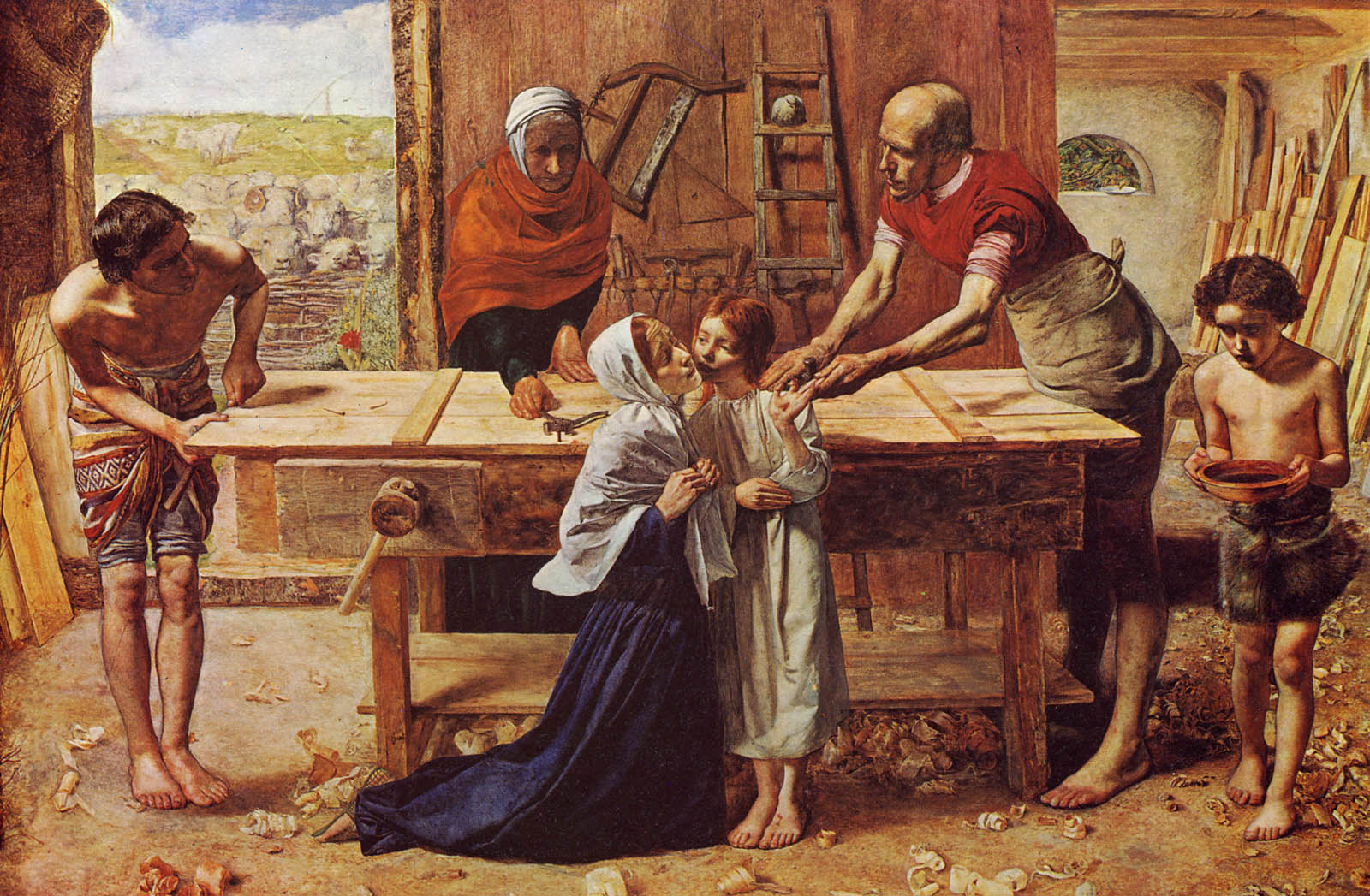
Jesus em sua casa em Nazaré
1850. Por John Everett Millais, atualmente no Tate Britain, em Londres.

O retorno do jovem Jesus para Nazaré é um episódio da vida de Jesus que aparece no Evangelho de Lucas (Lucas 2:39). Ele relata o retorno da Sagrada Família à Nazaré após o nascimento de Jesus.
No relato dado no Evangelho de Mateus, José se muda para Nazaré com sua família após a fuga para o Egito ao invés de "retornar" para lá:
| “ | «Porém sabendo que Arquelau reinava na Judeia em lugar de seu pai, Herodes, temeu ir para lá; e avisado em sonhos por Deus, retirou-se para os lados da Galileia e foi morar em uma cidade chamada Nazaré; para se cumprir o que foi dito pelos profetas: Ele será chamado Nazareno.» (Mateus 2:21–22) | ” |

O Evangelho de Lucas inclui, depois deste episódio, o encontro de Jesus no Templo, enquanto que Mateus nada mais cita sobre o jovem Jesus após a sua ida para Nazaré.